# Dalby-cum-Skewsby
Dalby-cum-Skewsby est une paroisse civile du Yorkshire du Nord, en Angleterre.